# Scolesa
Scolesa é um gênero de mariposa pertencente à família Bombycidae.